# Castianeira obscura
Castianeira obscura là một loài nhện trong họ Corinnidae.
Loài này thuộc chi Castianeira. Castianeira obscura được Eugen von Keyserling miêu tả năm 1891.